# Komenda Rejonu Uzupełnień Grudziądz

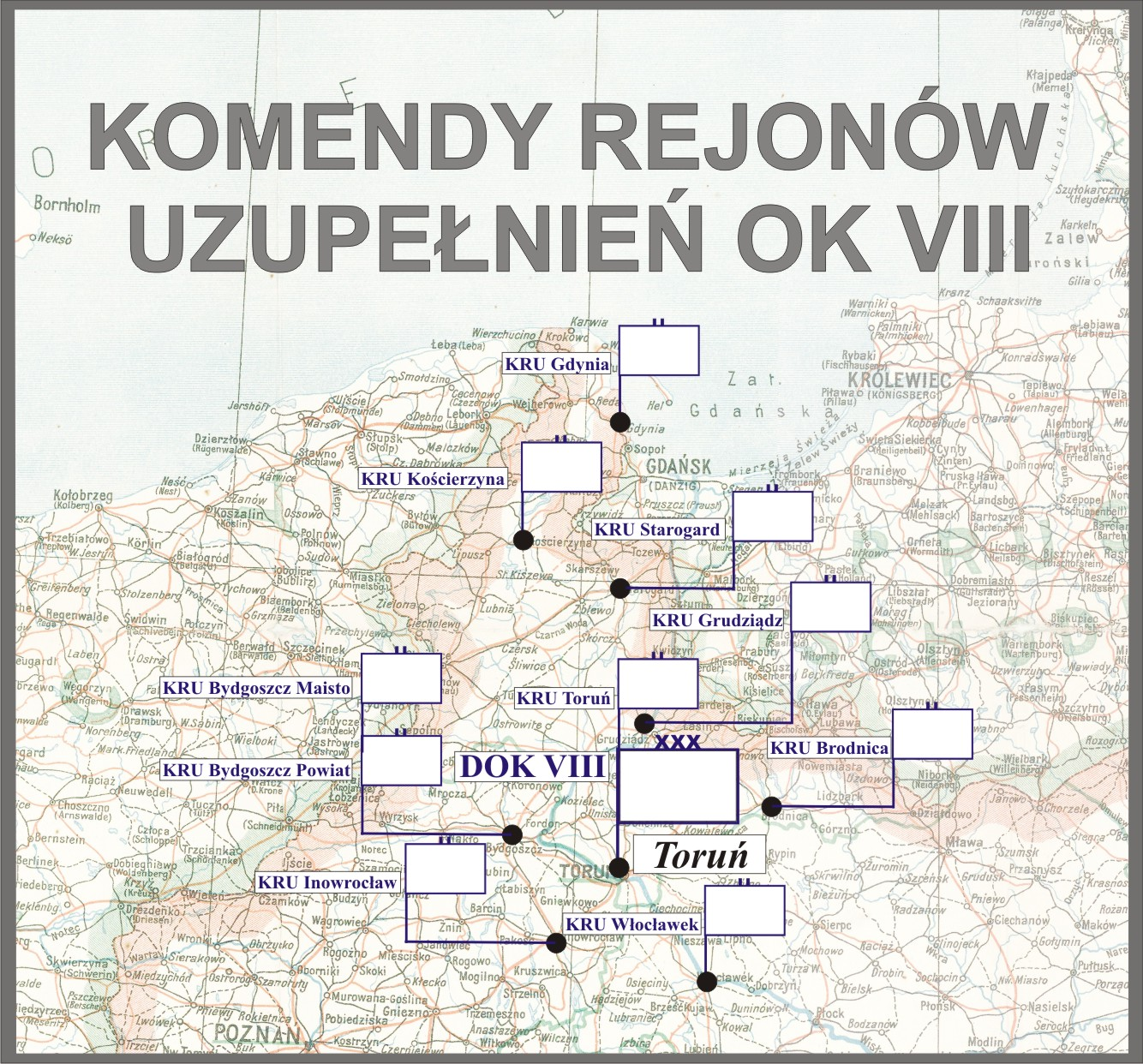
Komendy rejonów uzupełnień OK VIII

Komenda Rejonu Uzupełnień Grudziądz (KRU Grudziądz) – organ wojskowy właściwy w sprawach uzupełnień Sił Zbrojnych II Rzeczypospolitej i administracji rezerw w powierzonym mu rejonie.

## Historia komendy
W czerwcu 1921 roku Powiatowa Komenda Uzupełnień Grudziądz była podporządkowana Dowództwu Okręgu Generalnego „Pomorze” w Grudziądzu i obejmowała swoją właściwością powiaty: chełmiński, grudziądzki i świecki.
Z dniem 15 listopada 1921 roku, po wprowadzeniu podziału kraju na dziesięć okręgów korpusów i wprowadzeniu pokojowej organizacji służby poborowej, PKU Grudziądz została podporządkowana Dowództwu Okręgu Korpusu Nr VIII w Grudziądzu (od następnego roku w Toruniu). Okręg poborowy PKU Grudziądz nadal obejmował powiaty: chełmiński, grudziądzki i świecki.
Z dniem 1 czerwca 1922 roku została zlikwidowana gospoda inwalidzka przy PKU Grudziądz.
18 listopada 1924 roku weszła w życie ustawa z dnia 23 maja 1924 roku o powszechnym obowiązku służby wojskowej, a 15 kwietnia 1925 roku rozporządzenie wykonawcze ministra spraw wojskowych do tejże ustawy, wydane 21 marca tego roku wspólnie z ministrami: spraw wewnętrznych, zagranicznych, sprawiedliwości, skarbu, kolei, wyznań religijnych i oświecenia publicznego, rolnictwa i dóbr państwowych oraz przemysłu i handlu. Wydanie obu aktów prawnych wiązało się z przejęciem przez władze cywilne (administracji I instancji) większości zadań związanych z przygotowaniem i przeprowadzeniem poboru. Przekazanie większości zadań władzom cywilnym umożliwiło organom służby poborowej zajęcie się wyłącznie racjonalnym rozdziałem rekruta oraz ewidencją i administracją rezerw. Do tych zadań dostosowana została organizacja wewnętrzna powiatowych komend uzupełnień i ich składy osobowe. Poszczególne komendy różniły się między sobą składem osobowym w zależności od wielkości administrowanego terenu.
Zadania i nowa organizacja PKU określone zostały w wydanej 27 maja 1925 roku instrukcji organizacyjnej służby poborowej na stopie pokojowej. W skład PKU Grudziądz wchodziły trzy referaty: I) referat administracji rezerw, II) referat poborowy i referat inwalidzki. Nowa organizacja i obsada służby poborowej na stopie pokojowej według stanów osobowych L. O. I. Szt. Gen. 3477/Org. 25 została ogłoszona 4 lutego 1926 roku. Z tą chwilą zniesione zostały stanowiska oficerów ewidencyjnych.
12 marca 1926 roku została ogłoszona obsada personalna Przysposobienia Wojskowego, zatwierdzona rozkazem Dep. I L. 6000/26 przez pełniącego obowiązki szefa Sztabu Generalnego gen. dyw. Edmunda Kesslera, w imieniu ministra spraw wojskowych. Zgodnie z nową organizacją pokojową Przysposobienia Wojskowego zostały zlikwidowane stanowiska oficerów instrukcyjnych przy PKU, a w ich miejsce utworzone rozkazem Oddz. I Szt. Gen. L. 7600/Org. 25 stanowiska oficerów przysposobienia wojskowego w pułkach piechoty.
Z dniem 10 stycznia 1927 roku dokonano zmian w podziale terytorialnym Okręgu Korpusu Nr VIII. PKU Grudziądz zostały podporządkowane powiaty: brodnicki i lubawski z PKU Toruń oraz powiat tucholski z PKU Starogard, natomiast powiat chełmiński został wyłączony i podporządkowany PKU Toruń.
W marcu 1930 roku PKU Grudziądz obejmowała swoją właściwością miasto Grudziądz oraz powiaty: grudziądzki, świecki, tucholski, brodnicki i lubawski. W grudniu tego roku PKU posiadała skład osobowy typ I.
1 lipca 1938 roku weszła w życie nowa organizacja służby uzupełnień, zgodnie z którą dotychczasowa PKU Grudziądz została przemianowana na Komendę Rejonu Uzupełnień Grudziądz przy czym nazwa ta zaczęła obowiązywać 1 września 1938 roku, z chwilą wejścia w życie ustawy z dnia 9 kwietnia 1938 roku o powszechnym obowiązku wojskowym. Obok wspomnianej ustawy i rozporządzeń wykonawczych do niej, działalność KRU Grudziądz normowały przepisy służbowe MSWojsk. D.D.O. L. 500/Org. Tjn. Organizacja służby uzupełnień na stopie pokojowej z 13 czerwca 1938 roku. Zgodnie z tymi przepisami komenda rejonu uzupełnień była organem wykonawczym służby uzupełnień .
Komendant rejonu uzupełnień w sprawach dotyczących uzupełnień Sił Zbrojnych i administracji rezerw podlegał bezpośrednio dowódcy Okręgu Korpusu Nr VIII, który był okręgowym organem kierowniczym służby uzupełnień. Rejon uzupełnień obejmował miasto Grudziądz oraz powiaty: grudziądzki, świecki i tucholski. Ponadto KRU Grudziądz tymczasowo administrowała powiatami brodnickim i lubawskim. Powiaty te miały wejść w skład KRU Brodnica, która do lutego 1939 roku nie została utworzona.
KRU Grudziądz była jednostką mobilizującą, przydzieloną pod względem mobilizacji materiałowej do 64 pp w Grudziądzu. Zgodnie z planem mobilizacyjnym „W” komendant Rejonu Uzupełnień był odpowiedzialny za przygotowanie i przeprowadzenie mobilizacji baonu wartowniczego nr 83 w składzie: dowództwo, trzy kompanie wartownicze i pluton karabinów maszynowych. Wymieniony batalion miał być zmobilizowany w Grudziądzu, w mobilizacji alarmowej, w grupie jednostek oznaczonych kolorem niebieskim. KRU Grudziądz w razie mobilizacji funkcjonowała w oparciu o etat pokojowy. W czasie wojny miała być przydzielona pod względem ewidencyjnym i uzupełnienia do Ośrodka Zapasowego 15 Dywizji Piechoty.

## Obsada personalna
Poniżej przedstawiono wykaz oficerów zajmujących stanowisko komendanta Powiatowej Komendy Uzupełnień i komendanta rejonu uzupełnień oraz wykaz osób funkcyjnych (oficerów i urzędników wojskowych) pełniących służbę w PKU i KRU Grudziądz, z uwzględnieniem najważniejszych zmian organizacyjnych przeprowadzonych w 1926 i 1938 roku.
Komendanci
- ppłk piech. Witold Dunin-Wąsowicz (od 22 V 1920[25][3])
- ppłk piech. Wiktor Aleksander Józef Marian Senft[a] (do 1 XI 1922 → Rezerwa Oficerów Sztabowych DOK VIII[38])
- mjr piech. Henryk Gąsiorowski (1 XI 1922[38] – II 1927[39])
- mjr art. Józef I Kozłowski (II 1927[40] – 30 VI 1930 → stan spoczynku[41])
- mjr piech. Antoni Czyż (VI 1930[42][43] – XI 1932 → dyspozycja dowódcy OK VIII[44][45])
- mjr piech. Julian Roman Dotzauer (VIII 1933[46] – VII 1935[47])
- mjr piech. Mieczysław Marian Mroczkowski[b] (VIII 1935[50] – 1939[51] → niemiecka niewola)

Obsada pozostałych stanowisk funkcyjnych PKU w latach 1921–1925
- referent – por. piech. Leonard Starostecki (1923 – 1924)
- referent – por. kanc. Eugeniusz Tuszyński (1923 – 1924)
- oficer instrukcyjny
  - por. piech. Leonard Kieraszewicz (1923 – VII 1925[53] → 65 pp)
  - kpt. piech. Maksymilian Szałek (VII 1925[53] – III 1926[54] → 64 pp)
- oficer ewidencyjny na powiat chełmiński – urzędnik wojsk. X rangi / por. kanc. Stefan III Zieliński (1923 – 28 II 1926[55] → stan spoczynku)
- oficer ewidencyjny na powiat grudziądzki
  - por. piech. Eugeniusz Tuszyński (1 X 1922[56] – ? → referent)
  - urzędnik wojsk. X rangi / por. kanc. Wincenty Mazak (1923 – 1924)
- oficer ewidencyjny na powiat świecki – urzędnik wojsk. X rangi Jan Filipowicz (od IV 1923[57])

Obsada pozostałych stanowisk funkcyjnych PKU w latach 1926–1938
- kierownik I referatu administracji rezerw i zastępca komendanta – kpt. piech. Józef Paweł Rachfahl[c] (był w 1928 – 31 VIII 1935[64] → stan spoczynku)
- kierownik II referatu poborowego
  - por. piech. Leonard Starostecki (II 1926 – IX 1927 → referent inwalidzki[65])
  - kpt. piech. Eugeniusz Krassowski (IX 1927 – IX 1930[66] → kierownik I referatu PKU Gdynia)
  - por. kanc. Władysław Kierzkowski[d] (IX 1930 – 1 VIII 1932[69] → praktyka u płatnika 65 pp)
  - kpt. piech. Józef Antoni Pronay (1932[70] – był w VI 1935)
- referent
  - por. kanc. Wincenty Mazak (od II 1926)
  - por. kanc. Władysław Kierzkowski (do IX 1930[71] → kierownik II referatu)
- referent inwalidzki
  - por. kanc. Franciszek Giergiel (od II 1926[72])
  - kpt. piech. Eugeniusz Krassowski (II 1926 – IX 1927 → kierownik II referatu[65])
  - por. piech. Leonard Starostecki (IX 1927 – IV 1929[73])

Obsada pozostałych stanowisk funkcyjnych KRU w latach 1938–1939
- kierownik I referatu ewidencji – kpt. adm. (piech.) Józef Antoni Pronay[f]
- kierownik II referatu uzupełnień – kpt. adm. (piech.) Leonard Stanisław Starostecki[g]